# Briatexte

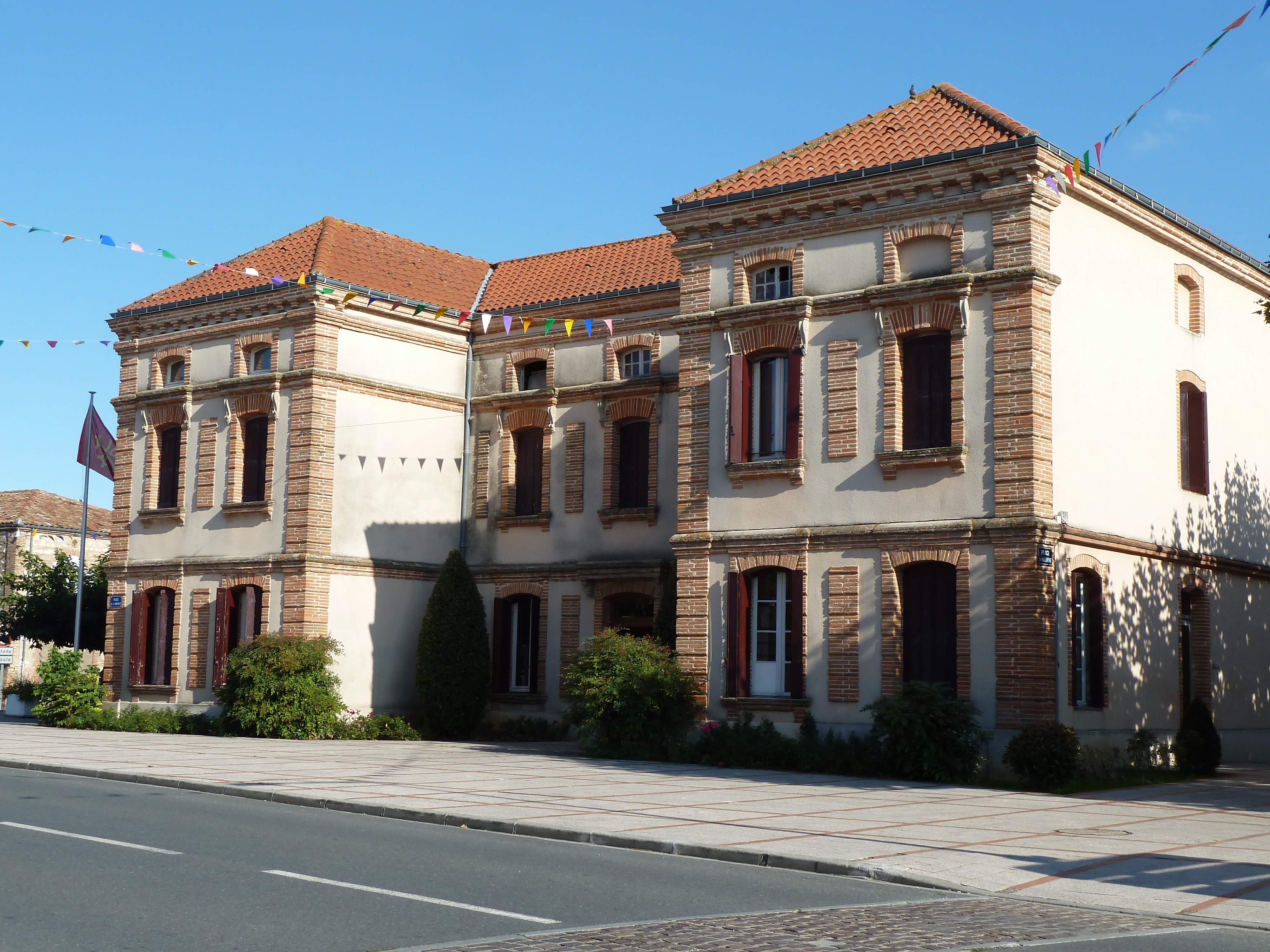
Briatexte

Briatexte is een gemeente in het Franse departement Tarn (regio Occitanie) en telt 1662 inwoners (1999). De plaats maakt deel uit van het arrondissement Castres.

## Geografie
De oppervlakte van Briatexte bedraagt 15,0 km², de bevolkingsdichtheid is 110,8 inwoners per km².
De onderstaande kaart toont de ligging van Briatexte met de belangrijkste infrastructuur en aangrenzende gemeenten.

## Demografie
Onderstaande figuur toont het verloop van het inwonertal (bron: INSEE-tellingen).